# Kyle Hendricks
Kyle Christian Hendricks (Newport Beach, California, 7 de diciembre de 1989), más conocido como Kyle Hendricks, es un jugador profesional estadounidense de béisbol que se desempeña en la posición de lanzador en Los Angeles Angels, equipo de las Grandes Ligas de Béisbol (MLB).

## Carrera
Hendricks hizo su debut en la MLB con el equipo Chicago Cubs, en el cual jugó once temporadas (2014-2024), después pasó a Los Angeles Angels.